# Ouragan Rita
L’ouragan Rita, ouragan classé en catégorie 5 après être entré dans le golfe du Mexique, est le 17e cyclone de la saison 2005, le 10e ouragan, le 5e ouragan majeur et le 3e ouragan de catégorie 5. Il a été référencé comme étant le plus fort à avoir pénétré cette zone et le quatrième plus intense de tous les ouragans enregistrés dans le bassin Atlantique. Ce fut la seconde utilisation de la lettre R pour un cyclone, après Roxanne en 1995 (à noter cependant qu’en 1969, le 17e cyclone de la saison fut nommé Martha). Sa taille était équivalente à la surface de l’Allemagne et sa pression atmosphérique, inférieure à 900 hPa.
Il a touché les côtes est du Texas et ouest de la Louisiane le 24 septembre 2005, vers deux heures du matin (heure locale) avec des vents de 280 km/h. Il est redevenu ensuite tempête tropicale, ce qu’il était la semaine précédente où il avait déjà provoqué des inondations en Floride.
Houston et Galveston (déjà touchés par un ouragan meurtrier en 1900) ont été évacués.

## Évolution météorologique

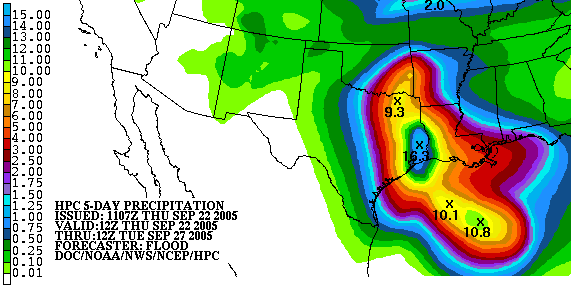
Prévision des quantités de pluie pour l’ouragan Rita faite le 22 septembre 2005.

Le 16 septembre 2005, un système dépressionnaire commença à se développer le long d’une vieille zone frontale. Les orages et une circulation cyclonique de surface bien définie s’y sont développés sous un centre en altitude. En deux jours se forma la 18e dépression tropicale, à l’est des Îles Turks-et-Caïcos. Le 18 septembre, elle devint le 17e cyclone de la saison et prit le nom de Rita. Les Keys, en Floride furent immédiatement évacués.
Son développement en ouragan fut assez lent ; le National Hurricane Center estima le 20 septembre la vitesse des vents de surface à 130 km/h, catégorie 1 sur l’échelle de Saffir-Simpson. Cependant, Rita n’avait alors pas d’œil bien défini. Dans la nuit suivante, il repassa en tempête tropicale. Le 21 septembre en milieu de journée, il remonta en catégorie 2 avec des vents soutenus à 160 km/h.
Les eaux chaudes du golfe du Mexique, 0,5 °C au-dessus de la moyenne, favorisèrent l’intensification du phénomène. À 18 h UTC, les vents étaient de 240 km/h et la pression atmosphérique avait chuté à 920 hPa. Dans l’après-midi du 21, le cyclone passait en catégorie 5. Son intensité maximale fut atteinte dans la soirée, avec des vents relevés à 287 km/h et une pression de 895 hPa.
Rita toucha terre entre Sabine Pass (Texas) et Johnson’s Bayou (Louisiane) le matin du 24 septembre en tant que cyclone de catégorie 3 avec des vents de 185 km/h. Le même jour, il redevint tempête tropicale et fut absorbé par un front froid le 26 septembre.
L'ouragan fut étudié in situ par les avions de reconnaissance de l'expérience RAINEX pour comprendre son cycle de vie.

## Préparations

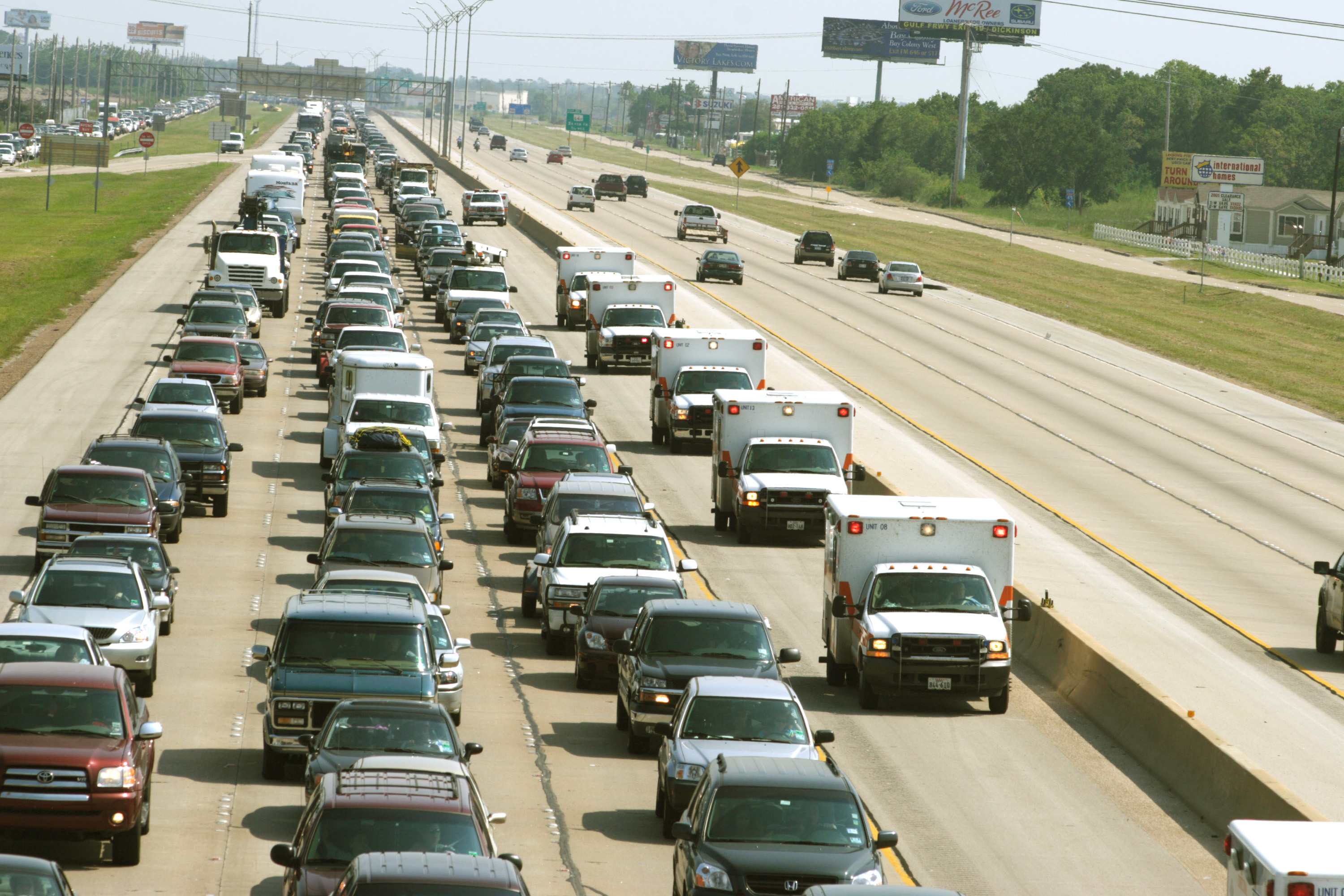
Évacuation de Houston.

Quelques jours après le passage du cyclone Katrina, le maire de La Nouvelle-Orléans ordonne une nouvelle fois l’évacuation de la ville. Sur ordre de la gouverneure de Louisiane, Kathleen Blanco, sont aussi évacuées les paroisses de Cameron, Calcasieu, Jefferson Davis, Acadia, Iberia et Vermillion.
Le gouverneur du Texas, Rick Perry, déclare lui aussi l’évacuation des habitants des côtes, entraînant ainsi de très importants embouteillages, bloquant plus d’un million et demi d’automobilistes sur les autoroutes, les stations-services, à court de carburant, devant faire face à de nombreuses bagarres. L’évacuation est rendue obligatoire aux habitants de Galveston, dont la ville avait été ravagée par un cyclone en 1900. Les compagnies aériennes suspendent leurs vols à destination de Houston le 23 septembre.
Le centre spatial de Houston est évacué et le contrôle de la station spatiale ISS laissé aux Russes pour quelques jours.

## Bilan
| État        | Morts | Morts directes |
| ----------- | ----- | -------------- |
| Floride     | 2     | 2              |
| Mississippi | 4     | 1              |
| Louisiane   | 1     | 1              |
| Texas       | 113   | 3              |
| Total       | 120   | 7              |

Le bilan officiel des victimes de Rita aux États-Unis est de 120. Parmi elles, 7 sont directement liées au cyclone :
- un décès causé par une tornade qui s’est développée en bordure de l’ouragan ;
- un par noyade ;
- trois par des chutes d’arbres ;
- deux par noyade, en Floride, en raison des fortes vagues.

Les victimes indirectes correspondent aux décès par accident de la circulation, crime, incendie, liés aux effets du cyclone, ou à ceux consécutifs aux évacuations ou au nettoyage.
Le tableau ci-contre présente le détail des victimes, État par État :

### Arkansas
Pendant que Rita perdait de son intensité et repassait en tempête tropicale, de nombreuses tornades firent de nombreux dommages sur des résidences et des commerces, sans heureusement faire de victimes.

### Floride
Une partie du sud de la Floride fut évacuée et l’état d’urgence fut décrété par le gouverneur, Jeb Bush, dans quatre comtés. Des inondations furent rapportées dans les Keys.

### Louisiane
Les digues ayant déjà été sérieusement endommagées lors du passage quelques jours auparavant du cyclone Katrina, de nombreuses inondations provoquèrent des dommages très importants dans le sud de l’État, en particulier à La Nouvelle-Orléans. 700 000 personnes furent plongées dans l’obscurité à la suite de longues coupures d’électricité.

### Mississippi
Des tornades provoquèrent des dégâts dans une quarantaine de maisons ainsi que dans l’université de Starkville.

### Texas
Le 23 septembre au matin, un bus évacuant des habitants de Brighton Gardens prit feu, faisant 23 victimes.
La ville de Houston fut relativement épargnée malgré de longues coupures d’électricité, de nombreuses vitres cassées dans des gratte-ciel du centre-ville. Les comtés de Beaumont, Orange et Port Arthur, eux, subirent d’importants dommages, toits et arbres arrachés, coupures de courant atteignant 6 semaines dans certaines localités.